# Heddy Pross-Weerth
Heddy Pross-Weerth (* 1. September 1917 in Detmold; † 21. Juni 2004 in Mannheim) war eine deutsche Übersetzerin, Literaturkritikerin, Publizistin und Autorin. Sie veröffentlichte teilweise unter dem Pseudonym Warja Saacke (dem realen Namen ihrer Tochter).

## Familie
Sie war das Kind des Altphilologen Karl Emil Ferdinand Weerth (1881–1960, Sohn von Otto Weerth) und dessen Ehefrau Harriet Weerth, geborene Carius. Es bestand eine familiäre Verbindung zu Russland sowie eine generelle Aufgeschlossenheit gegenüber einem linksliberal-bürgerlichen bis sozialistischen Gesellschaftsmodell und dessen kulturellen Ausdrucksformen, insbesondere der Literatur.
Von 1955 bis 1969 war sie mit dem Publizistikwissenschaftler Harry Pross verheiratet, der auch als Chefredakteur von Radio Bremen wirkte.

## Schule und Studium
Heddy Weerth besuchte in Detmold das Gymnasium, das sie 1935 mit der Unterprimarreife (Mittlere Reife) verließ. Anschließend begann sie eine Lehre als Buchhändlerin in Marburg. Ihr Pflichtjahr als Landerzieherin absolvierte sie in Schleswig-Holstein, wo sie zeitweise auf dem als schwimmende Dichterwerkstatt dienenden Blazer Krake des Reformpädagogen, Barden und Schriftstellers Martin Luserke (1880–1968) mitfuhr. Im März 1939 legte sie in Berlin eine Sonderreifeprüfung ab, die sie für das Studium der Erziehungswissenschaften qualifizierte. Mit dem Berufsziel Volksschullehrerin begann sie 1940 in München-Pasing an der Hochschule für Lehrerbildung ihr Studium. Dieses setzte sie jedoch nicht fort, sondern entschied sich stattdessen für ein Studium der osteuropäischen Geschichte, slawistischer Philologie und Germanistik, das sie an der Westfälischen Wilhelms-Universität Münster, an der Friedrich-Wilhelms-Universität Berlin, in Königsberg und an der Georg-August-Universität Göttingen weiterverfolgte. Vier Semester davon verbrachte sie bis zum Wintersemester 1944/45 an der Albertus-Universität Königsberg, wo sie wahrscheinlich Russisch-Kurse bei Nikolai Sergejewitsch Arsenjew (russ. Николай Сергеевич Арсеньев) (1888–1977), dem Leiter des dort 1941 gegründeten Dolmetscher-Instituts, belegte und dessen Vorlesungen über russische Kultur und Literatur besuchte. Dem gingen 1941 und 1942 kurzzeitige Tätigkeiten als Hauslehrerin bei der Familie von Berg in Königsberg voraus. Sie lernte die ostpreußische Dichterin Agnes Miegel kennen, mit der sie korrespondierte. Sie studierte unter anderem auch bei dem Historiker Herbert Grundmann, dem Slawisten und Linguisten Karl Heinrich Meyer, dem Historiker Theodor Schieder und dem Slawisten Max Vasmer.
An der Georg-August-Universität Göttingen schloss sie ihr Studium mit der Promotion ab und legte 1945 ihre Dissertation zum Thema Wandlungen in der russischen Geschichtsschreibung und Geschichtsbetrachtung im 16. und beginnenden 17. Jahrhundert vor.

## Berufliche Entwicklung
Von 1949 bis 1956 war Heddy Weerth als Redakteurin, Übersetzerin und Rezensentin tätig. Dabei arbeitete sie für das vom Informationsdienst des Alliierten Hochkommissariats in Deutschland (HICOG) und später von der US-amerikanischen Botschaft in Bonn herausgegebene Informationsblatt Ost-Probleme. Zusätzlich war sie auf privater Basis als Russischlehrerin aktiv.
Später arbeitete sie freiberuflich als Übersetzerin, Literaturkritikerin und Essayistin. Ihre Beiträge über russische bzw. sowjetische Literatur und Kulturgeschichte erschienen beispielsweise in Tageszeitungen (FAZ, Stuttgarter Zeitung, Die Zeit, NZZ) und Zeitschriften (Osteuropa, Deutsche Rundschau, Neue Rundschau, Akzente) oder wurden von Rundfunkanstalten (Deutsche Welle, DLF, hr, NDR, RB, SDR, SWF, WDR) gesendet, vorwiegend von Radio Bremen, wo sie neben ihrer freiberuflichen Tätigkeit von 1971 bis 1981 als Kulturredakteurin wirkte. Zahlreiche Reisen führten sie in die Sowjetunion, teilweise auf Einladung des Schriftstellerverbands der UdSSR. 
Mit zahlreichen Übersetzungen und literaturkritischen Beiträgen bemühte sie sich bis ins hohe Alter darum, dem deutschen Publikum sowjetische Literatur nahezubringen, die „1954 […] ein einziger weißer Fleck auf der europäischen Literaturlandkarte“ war. Auch anti-sowjetischer Literatur wie der von Efim Etkind, Lew Kopelew oder Alexander Solschenizyn widmete sie sich eingehend, unter Pseudonym, um etwaigen Problemen bei einer Wiedereinreise in die Sowjetunion vorzubeugen.
Weerth war Mitglied im PEN-Zentrum Deutschland. Sie starb im Juni 2004 im Alter von 86 Jahren.

## Ehrungen
- 1983: Ehrengabe zum Andreas-Gryphius-Preis

## Werke (Auswahl)
- Hier herrscht Proserpina. Eine Skizze des Dichters Ossip Mandelstam. Mit Nachdichtungen seiner Verse durch Paul Celan.  Deutsches Literaturarchiv, Marbach 1959
- Auf der Suche nach der Avantgarde. In: Herbert Mochalski, Eugen Kogon (Hrsg.): Sowjet-Sibirien und Zentralasien heute. Frankfurt am Main 1967, S. 151–155
- Prag und die Tschechoslowakei. Walter-Verlag, Olten 1967; Neuaufl. 1990 ISBN 978-3-530-66607-6
- Sowjetische Prosa in der Bundesrepublik seit 1954. In: Akzente für Literatur. Jg. 21, 1974, S. 486–491
- Von Stalins Tod bis zur Gegenwart. In: Gisela Lindemann (Hrsg.): Sowjetliteratur heute. München 1979, S. 55–79
- Gutachten zu Leonid Pasternak. Deutsches Literaturarchiv, Marbach 1980
- Moskau. Von der Siedlung im Wald zur Kapitale einer Weltmacht. Insel Verlag, Frankfurt 1980; Neuaufl. 1989 ISBN 978-3-458-32167-5
- Hrsg.: Das rote Rad. Texte, Interviews, Reden von Alexander Solschenizyn. Piper Verlag, München 1986 ISBN 978-3-492-00894-5
- Hrsg., Einführung: Das Leben ist schön und traurig. Russisches Lesebuch. Piper, München 1990 ISBN 978-3-492-11025-9 S. 7–18
- Nachwort zu Anton Tschechow: Diebe und andere Erzählungen. München 2004, S. 200–206